# Schott (компания)
Schott — немецкая компания, производитель изделий из стекла и стеклокерамики. Основана в 1884 году Отто Шоттом в партнёрстве с Карлом Цейсом и Эрнстом Аббе. Штаб-квартира расположенна в Майнце (Рейнланд-Пфальц). Полностью принадлежит фонду Carl-Zeiss-Stiftung, наряду с компанией Carl Zeiss.

## История
Отто Шотт родился в 1851 году в семье стекольных мастеров. В 1881 году в Йене Шотт познакомился с Карлом Цейсом и Эрнстом Аббе, которые в то время занимались разработкой и производством оптических инструментов, но зависели от импорта стекла из Великобритании и Франции. В 1882 году Шотт, Цейс и Аббе открыли лабораторию по разработке технологий производства стекла. В 1884 году был открыт стекольный завод и создана компания Jenaer Glaswerk Schott & Genossen. К 1886 году завод выпускал 44 вида оптического стекла. В 1893 году было начато производство жаростойкого боросиликатного стекла. К началу XX века половину выручки компании приносил экспорт. Поскольку оптическое стекло было дорогим в производстве, завод Шотта выпускал и другую продукцию из стекла, наибольшую прибыль приносили колбы для шахтёрских газовых ламп.
С 1919 года компания находится в полной собственной фонда Carl-Zeiss-Stiftung, созданного в 1889 году после смерти Карла Цейса. В 1927 году завод возглавил Эрих Шотт, сын основателя. Также в 1927 году был куплен стекольный завод в Цвизеле (Бавария), а в 1930 году — заводы в Грюненплане (Нижняя Саксония) и Миттертайхе (Бавария). С середины 1930-х годов завод в Йене стал важным поставщиком стекла для военной промышленности Германии, во время Второй мировой войны на заводе в Йене работало 3500 остарбайтеров. В конце войны Йена была занята американской армией, но через несколько месяцев передана советским оккупационным властям; в июне 1945 года 41 специалист с завода Шотта в Йене был вывезен американцами в Майнц. Старый завод в Йене был конфискован в 1948 году и включён в состав комбината VEB Carl Zeiss Jena, однако продолжал выпускать продукцию под торговой маркой Schott до 1980 года, когда перешёл на бренд Jena Glass. Тем временем Эрих Шотт и вывезенные специалисты открыли в 1952 году новый завод в Майнце; также было возобновлена работа завода в Цвизеле, выпускавшего стеклянную посуду и хрусталь. Завод в Майнце начал в первую очередь выпуск высокорентабельной продукции — кинескопов, бутылочек для детского питания, стеклянных банок для бакалеи, стеклокерамической посуды. В 1954 году в Бразилии был открыт первый зарубежный завод Vitrofarma, он стал выпускать ампулы.
В конце 1950-х годов был начат экспорт в США. В августе 1963 года в Нью-Йорке было открыто торговое представительство; в 1969 году в Пенсильвании был открыт первый зарубежный завод компании по производству оптического стекла. В 1970 году бизнес в США был расширен покупкой у PPG Industries подразделения по производству очков. В 1986 году в США была зарегистрирована дочерняя компания Schott Corporation. В 1989 году она открыла производственные филиалы в Торонто (Канада) и Мехико (Мексика). В 1995 году компания Schott в Майнце приобрела свой исторический завод в Йене. В 2004 году компания была преобразована в акционерное общество Schott AG.
В сентябре 2023 года 23 % акций дочерней компании Schott Pharma, выпускающей стеклянную тару для фармацевтической промышленности, были размещены на Франкфуртской фондовой бирже.

## Деятельность

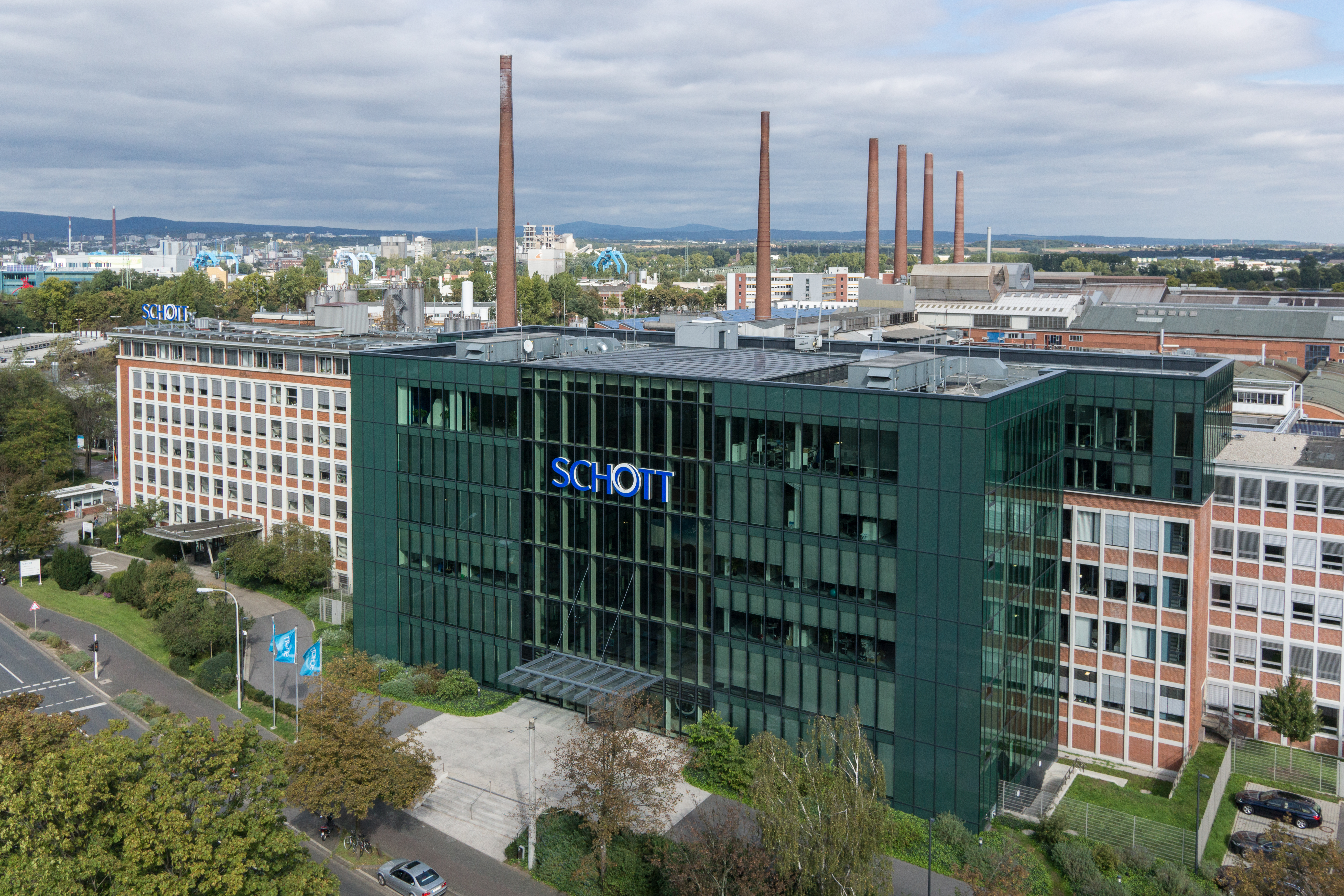
Штаб-квартира и главный завод Schott в Майнце

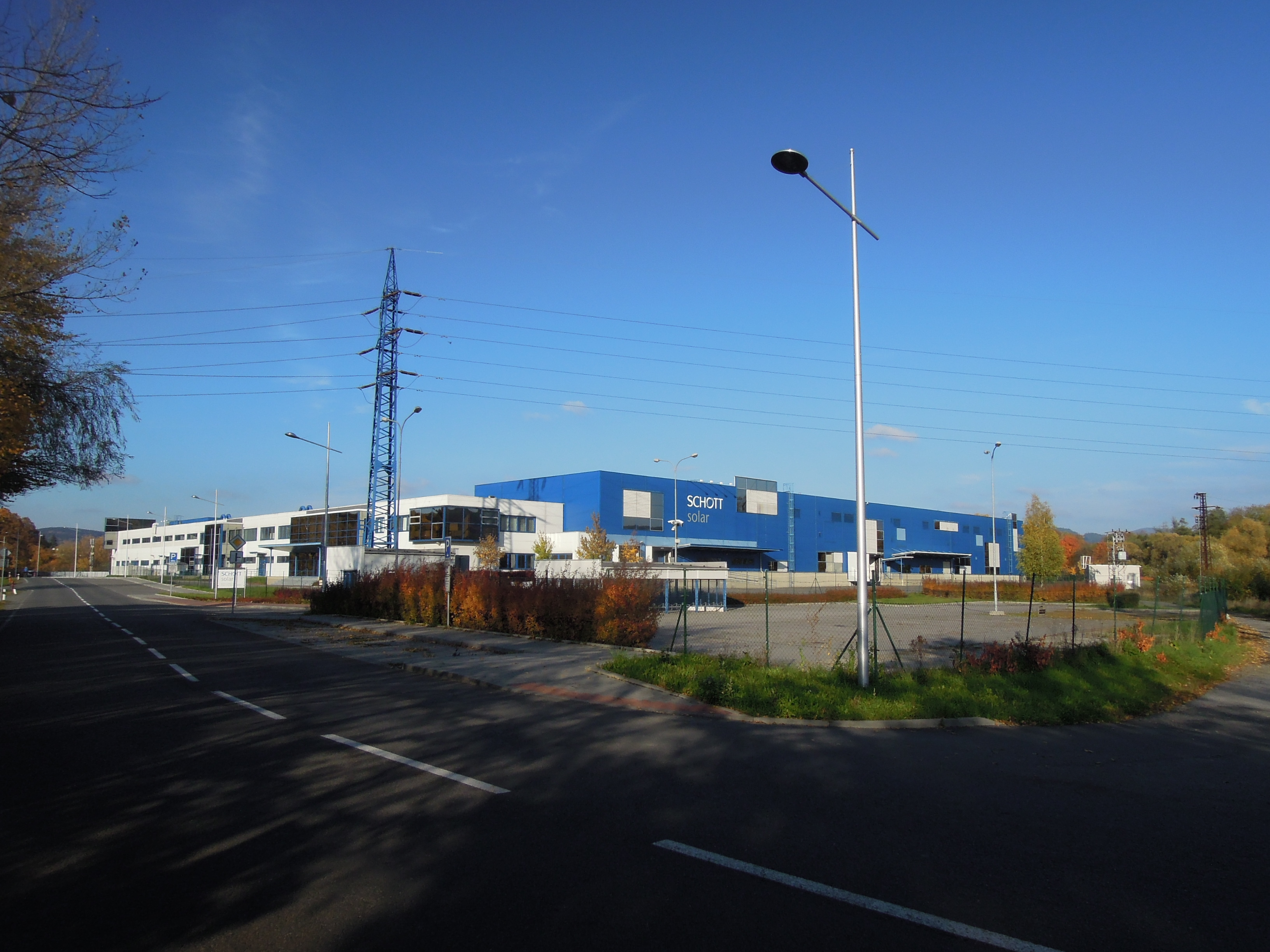
Завод Schott Solar в Чехии

Подразделения компании по состоянию на 2023/24 финансовый год:
- Precision Materials — выручка 1,62 млрд евро, включает бизнес-группы:
  - Electronic Packaging — производство материалов для корпусирования микросхем;
  - Pharma — производство изделий из стекла и полимеров для фармацевтической промышленности, включая шприцы, ампулы, пузырьки и картириджи;
  - Tubing — производство стеклянных трубок, стержней и профилей;
- Optical Industries — выручка 431 млн евро, включает бизнес-группы:
  - Advanced Optics — производство оптических систем для фотолитографии, астрономии, оптоэлектроники, строительства и научных исследований;
  - Lighting and Imaging — комплектующие для осветительных приборов и средств передачи информации;
- Home Appliances — выручка 795 млн евро, включает бизнес-группы:
  - Home Tech — комплектующие из боросиликатного стекла и стеклокерамики для бытовой техники;
  - Flat Glass — стеклянные панели для бытовой техники.

Выручка за 2023/24 финансовый год составила 2,84 млрд евро, из них на Германию пришлось 12 %, на остальную Европу — 37 %, на Азиатско-Тихоокеанский регион — 24 %, на Северную Америку — 21 %, на Южную Америку — 5 %, на Ближний Восток и Африку — 1 %.